# Vranken-Pommery Monopole
Pour les articles homonymes, voir Vranken et Pommery.
Vranken-Pommery Monopole est le deuxième plus gros groupe de vins de Champagne. Son portefeuille comprend les marques de champagne Vranken et ses cuvées Diamant et Demoiselle, Pommery et ses cuvées Louise et POP, Charles Lafitte, Heidsieck & Cie Monopole.

## Maison Vranken

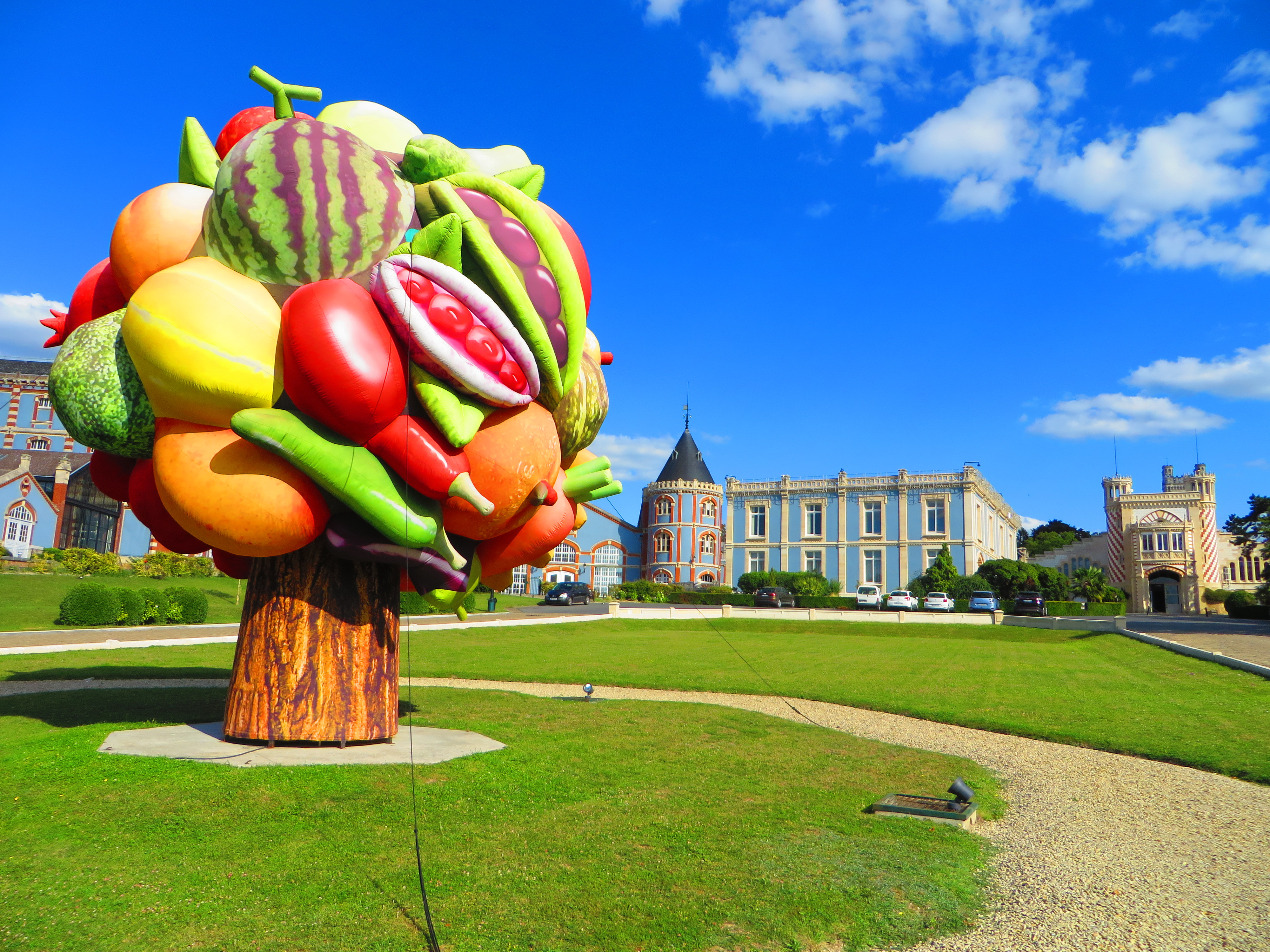
Le parc, maison Vranken.

La maison Vranken a été fondée en 1976 par Paul-François Vranken un homme d’affaires belge. Il a pu regrouper autour de la Maison de Champagne Vranken, des marques de légende comme Pommery, Charles Lafitte et Heidsieck & Cie Monopole donnant naissance au second acteur en Champagne.
Les cuvées Vranken, dont Demoiselle et Diamant, sont élaborées par le chef de cave Dominique Pichart depuis 1976.

## Maison Pommery

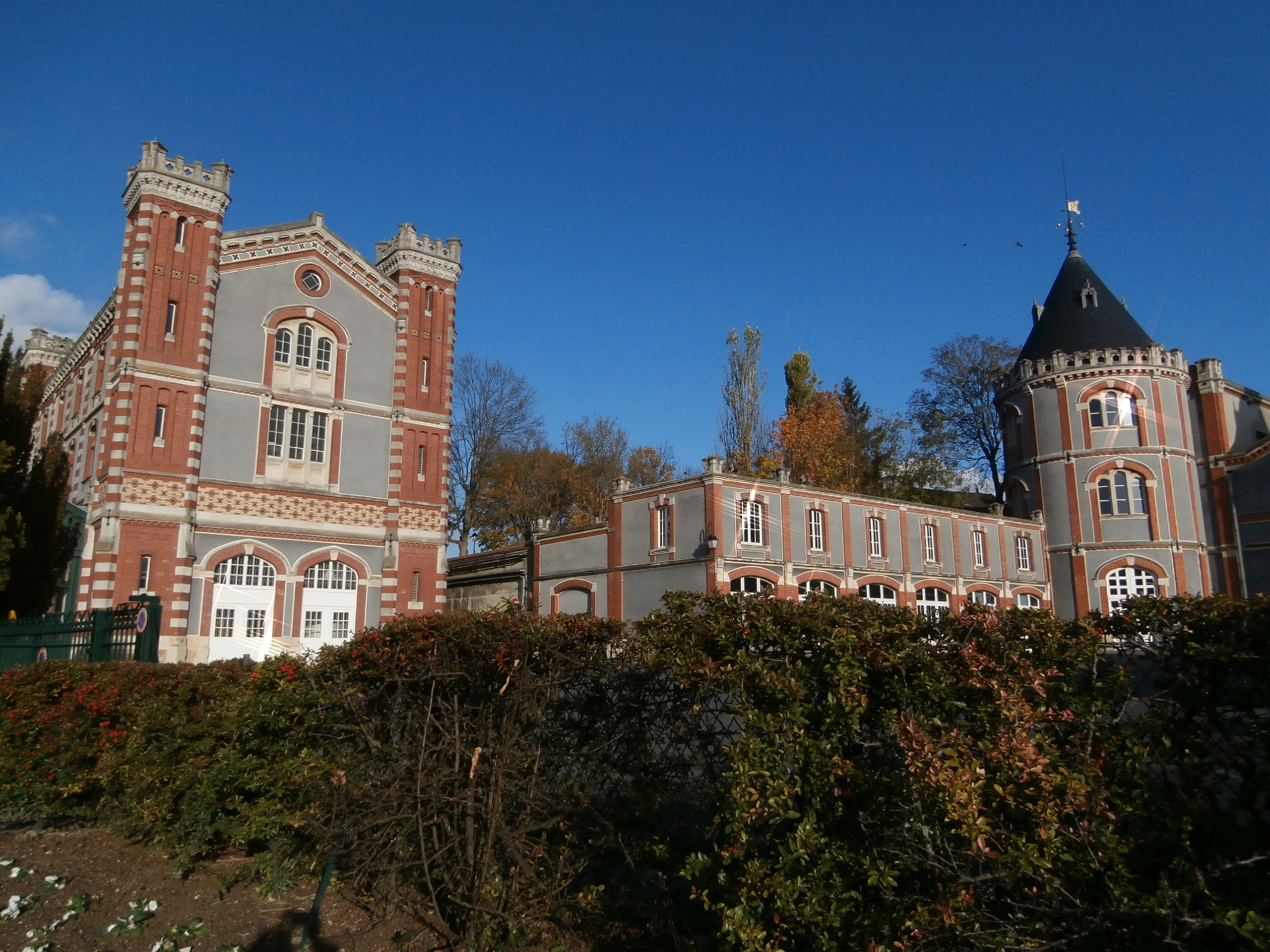
Le domaine de Reims, longeant le boulevard Henri-Vasnier avec ses vignes, caves et bâtiments.

Louis-Alexandre Pommery, négociant en laine, s'associe en 1856 à Narcisse Greno pour fonder la maison Pommery & Greno. À la mort de Louis-Alexandre, en 1858, c'est sa veuve, Jeanne Alexandrine Pommery, qui reprend ce qui n'est encore qu'une modeste affaire. En 1866, Louis, le fils aîné du couple, est associé à la gestion de l'entreprise qui prend alors le nom de Veuve Pommery & Fils. La veuve développa l'activité, fit creuser les 18 kilomètres de caves et de grands bâtiments dans le style néo-gothique élisabéthain dans le quartier de la butte Saint-Nicaise à Reims. Le réseau souterrain relie des crayères d'époque gallo-romaine. L'entreprise a été la propriété de différents groupes de luxe à la fin du XXe siècle : Xavier Gardinier, groupe BSN, groupe LVMH et, depuis 2002, du groupe Vranken Monopole.

## Groupe Vranken-Pommery Monopole

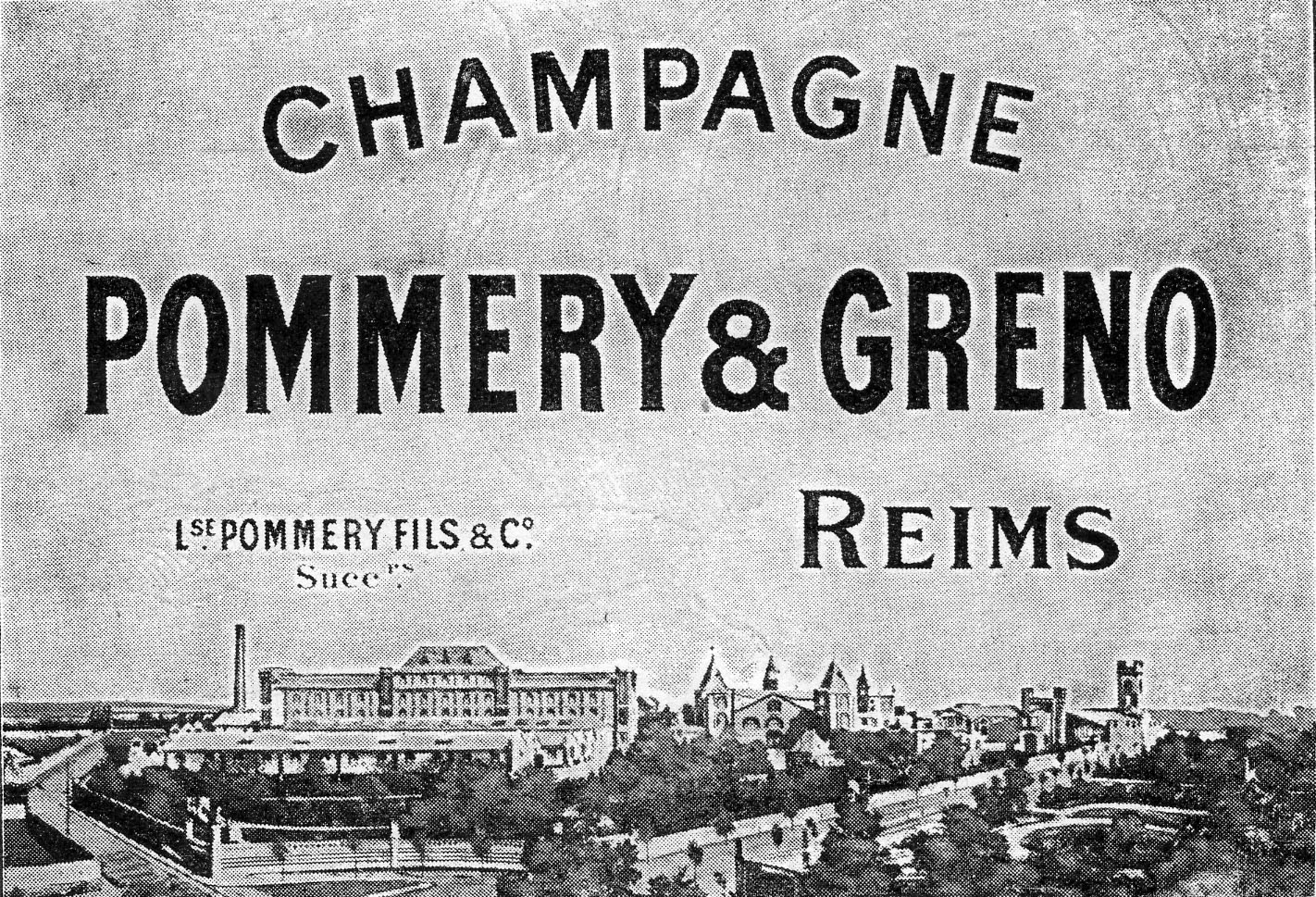
Publicité de 1923.

Outre ses marques de champagne, Vranken-Pommery Monopole est propriétaire des marques de porto Rozès et Quinta do Grifo. Enfin, le groupe possède également le Domaine royal de Jarras (sable-de-camargue) et le château La Gordonne (côtes-de-provence), axés principalement sur les vins rosés.
Le groupe Vranken-Pommery Monopole possède le plus important vignoble en Europe réparti entre la Champagne, la Provence, la Camargue et le Portugal,.
Elle est cotée à la bourse de Paris et membre de l'indice CAC Small 90.
Au premier semestre 2019, le groupe déplore une nette baisse de son chiffre d'affaires de 8,2 % à 87 millions d'euros. La direction pointe du doigt la nouvelle loi alimentation pour justifier un tel recul des ventes.
En 2024, le bénéfice net du groupe chute de 87 % à 800 000 euros en raison d'une année plombée par des baisses de volumes de vente de champagne. Le chiffre d'affaires chute de 10,2 % à 304 millions d'euros.

## Marques
- Chapelle Gordonne (vin de Provence)
- Charles Lafitte (champagne)
- Château La Gordonne (côtes de Provence)
- Domaine royal de Jarras (sable-de-camargue)
- Heidsieck & Cie Monopole (champagne)
- Pommery (champagne)
- Rozès (porto)
- São Pedro das Águias (porto)
- Quinta do Grifo (douro)
- Vranken (champagne)